# Syzygium rowlandii
Syzygium rowlandii är en myrtenväxtart som beskrevs av Thomas Archibald Sprague. Syzygium rowlandii ingår i släktet Syzygium och familjen myrtenväxter. Inga underarter finns listade i Catalogue of Life.